# Hermann Engfer
Hermann Engfer (* 19. September 1907 in Banteln; † 29. August 1975 in Hildesheim) war ein deutscher katholischer Pfarrer, Bibliothekar, Bistumsarchivar und Kirchenhistoriker.

## Leben
Nach der Priesterweihe 1939 wurde er 1940 zur Wehrmacht als Sanitätssoldat einberufen. 1942 wurde er Kriegspfarrer in Russland, Litauen und Rumänien. 1945/1946 wurde er Kaplan in Dingelbe und Salzgitter. 1952 wurde er Pastor in Gehrden. 1958 wurde er Pfarrer und Dombibliothekar in Hildesheim St. Magdalenen. 1965 wurde er zusätzlich Bistumsarchivar und Diözesankonservator. Von 1968 bis 1975 war er Vorsitzender der Provinzkommission für die kirchlichen Archive der Kirchenprovinz Paderborn. Er war langjähriger Schriftleiter des Jahrbuchs Die Diözese Hildesheim in Vergangenheit und Gegenwart sowie Mitglied der Historischen Kommission in Niedersachsen. Engfer verunglückte tödlich als Beifahrer in einem Auto.

## Missbrauchsvorwürfe, Mängel bei der Aktenführung, Ungeklärte Verluste
Hermann Engfer wird von mehr als zwei Personen des sexuellen Missbrauchs beschuldigt. Zeugenaussagen zufolge hatte der Hildesheimer Bischof Heinrich Maria Janssen seine Taten gedeckt. In diesem Zusammenhang wurden ebenso gravierende Mängel bei der Aktenführung festgestellt. In Engfers Amtszeit fallen auch namhafte ungeklärte Verluste im Bibliotheksbereich. Besonders beklagt wird der Verlust eines Braunschweiger Missales aus dem 14. Jahrhundert mit wertvollen Miniaturen.

## Würdigung
Der namhafte Göttinger Historiker Hans Goetting hob in seiner 1984 erschienen Geschichte der Hildesheimer Bischöfe Engfers archivalische Mitwirkung lobend hervor:
Nur zwei Namen seien stellvertretend genannt: zunächst und vor allem der meines früheren Assistenten am Diplomatischen Apparat der Universität Göttingen Hans Jakob Schuffels, dem ich in Seminarübungen wie in freundschaftlichen Gesprächen eine Reihe von Vorweg-Hinweisen zur Neubeurteilung der frühen Hildesheimer erzählenden Quellen zu verdanken habe, und der des ehemaligen Leiters des Bistumsarchivs und der Bischöflichen Bibliothek in Hildesheim, des Hochw. Pfarrers Hermann Engfer, der in uneigennütziger und vorbildlicher Hilfsbereitschaft die von ihm betreuten Archivalien zu gründlicher Untersuchung zur Verfügung stellte. Daß er uns am 29. August 1975 durch einen tragischen Autounfall entrissen wurde, bedeutet für alle um die Hildesheimer Geschichte Bemühten einen schweren Verlust. Seinem Andenken sei daher dieser Band gewidmet.

## Schriften (Auswahl)
- Geschichte der katholischen Pfarrgemeinde und des Dominikanerklosters Gronau (Hann.). Lax, Hildesheim 1957.
- als Herausgeber: Das Bistum Hildesheim. 1933–1945. Eine Dokumentation. Lax, Hildesheim 1971.
- mit Maria Behnke: Der Dom zu Hildesheim. Regensburg 2000, ISBN 3-7954-5206-6.